# Драйбрюдерталер
Драйбрюдерталер (нем. Dreibrüdertaler — талер трёх братьев) — народно-обиходное название монет талерового типа, на которых помещали изображения трёх братьев-соправителей одной территории.
К ним относятся:
- ¼[4], ½[5], один[6], два[7], три[8], четыре[9] и пять[10] талеров курфюршества Саксония 1592—1611 годов с изображениями Кристиана II, а также его двух братьев — будущего курфюрста Иоганна Георга I и Августа[нем.]. На монетах до 1601 года братьев помещали вместе на аверсе, а после достижения старшим братом совершеннолетия вплоть до его смерти двух младших соправителей переместили на реверс[3];
- ¼[11], ½[11] и один талер[12] Саксен-Альтенбурга 1626—1632 годов с изображениями Иоганна Филиппа, Иоганна Вильгельма и Фридриха Вильгельма Саксен-Альтенбургских[3];
- талеры с изображениями Георга II и Кристиана Бжегских, а также Фридриха III Легницкого 1651, 1656, 1657, 1659—1661 годов[13][3];
- талеры Бранденбург-Ансбаха с маркграфом Фридрихом II и его братьями Альбрехтом и Кристианом 1626—1631 годов[14][3].